# Steindachnerina gracilis
Steindachnerina gracilis är en fiskart som beskrevs av Richard P. Vari och Williams Vari, 1989. Steindachnerina gracilis ingår i släktet Steindachnerina och familjen Curimatidae. Inga underarter finns listade i Catalogue of Life.